# Unlovable
Unlovable és una pel·lícula musical de comèdia dramàtica estatunidenca del 2018 dirigida per Suzi Yoonessi i escrita i protagonitzada per Charlene deGuzman. La pel·lícula explica la història de la Joy, una dona filipinoestatunidenca, la seva lluita contra l'addicció al sexe i l'amor, i la seva recuperació a través de la música i l'amistat platònica. La pel·lícula també és protagonitzada per John Hawkes i Melissa Leo, i està coescrita per Sarah Adina Smith i Mark Duplass. Va ser produïda per Duplass Brothers Productions i distribuïda per Orion Classics. La pel·lícula es va estrenar a South by Southwest i va rebre un reconeixement especial del jurat pel premi LUNA Gamechanger. S'ha doblat i subtitulat al català.

## Repartiment
- Charlene deGuzman com a Joy
- John Hawkes com a Jim
- Melissa Leo com a Maddie
- Paul James com a Ben
- Jake McDorman com a Jesse
- Alim Kouliev com a Konrad
- Josh Fadem com a Logan
- Josh Ruben com a Sam